# Ytterbium(II)-oxid
Ytterbium(II)-oxid ist eine anorganische chemische Verbindung des Ytterbiums aus der Gruppe der Oxide.

## Gewinnung und Darstellung
Ytterbium(II)-oxid kann durch Reaktion von Ytterbium mit Ytterbium(III)-oxid bei 1000 °C und hohem Druck gewonnen werden.
Durch Molekularstrahlepitaxie können auch dünne Schichten der Verbindung erzeugt werden.

## Eigenschaften
Ytterbium(II)-oxid ist ein diamagnetischer, dunkelroter Feststoff mit einer Kristallstruktur vom Natriumchloridtyp. Er ist unter normalem Umgebungsdruck metastabil.